# Eagle (fiume)
Il fiume Eagle è un affluente del fiume Colorado lungo circa 97,4 km; è situato nel Colorado occidentale, negli Stati Uniti d'America.
Nasce nella contea di Eagle, nel Colorado sud-orientale, presso lo spartiacque continentale, e scorre verso nord-ovest passando per Gilman, Minturn e Avon. Presso Wolcott svolta verso ovest, scorrendo attraverso Eagle e Gypsum, confluendo nel fiume Colorado presso Dotsero, nella parte occidentale della contea di Eagle.
La sua portata varia da 5,7 m³/s nella tarda estate degli anni più aridi, fino a 200 m³/s durante la primavera.
Il drenaggio acido minerario proveniente dalla miniera abbandonata di Eagle ha contaminato il fiume.

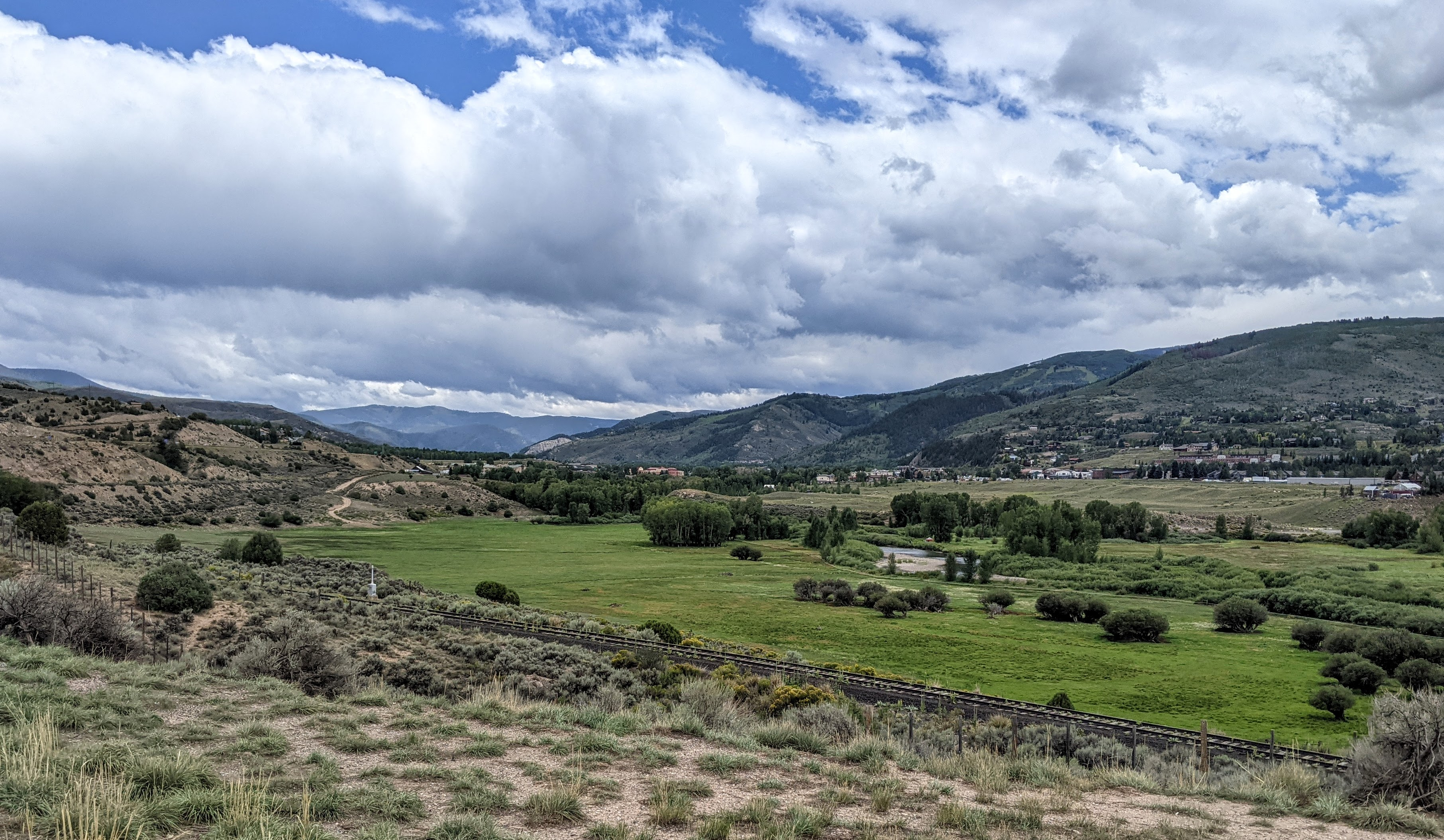
La valle del fiume Eagle River vista dalla I-70, con Edwards (Colorado) sullo sfondo.